# The Rolling Stones
The Rolling Stones je angleška glasbena skupina, ki je začela svojo glasbeno pot v šestdesetih letih dvajsetega stoletja. Brian Jones, bivši kitarist skupine, jo je ustanovil leta 1962. Skupaj s klaviaturistom Ianom Stewartom sta v skupino povabila pevca Micka Jaggerja, kitarista Keitha Richardsa, basista Billa Wymana in bobnarja Charlieja Wattsa. Rolling Stonesi so bili leta 1969 predstavljeni kot najboljša blues skupina šesdesetih let. Zdajšnji člani skupine so Mick Jagger, Keith Richards, Charlie Watts in Ron Wood. Skupina je prejela kar 15 zlatih in 60 platinastih albumov. Do konca leta 2005 so skupno zaslužili 162 milijonov ameriških dolarjev, njihov koncert v Copacabani pa si je ogledalo okoli dva milijona ljudi. Rolling Stonesi so po celem svetu prodali več kot 200 milijonov albumov. V vseh 46 letih igranja so Stonesi napisali več kot 400 pesmi. Za zdaj zadnja turneja Stonesov Bigger Bang je najbolj dobičkonosna glasbena turneja vseh časov. Leta 2008 je bil posnet film o Stonesih Shine A Light, v katerem igrajo člani Rolling Stonesov, poleg njih pa so še sodelovali Buddy Guy, Jack White, Christina Aguilera. Rolling Stonesi imajo tudi največji oder na svetu, ki meri v dolžino 70 m in v višino 30 m. Opremo in oder vozijo po svetu s 64 tovornjaki. Karte VIP za ogled Stonesov stanejo tudi do 500 €.

Leta 2003 je Mick Jagger dobil naslov vitez. Keith Richards je bil razočaran nad tem, da je Jagger naslov sprejel.
The Rolling Stones so britanska glasbena rock skupina iz Londona, ki je nastala 12. junija 1962, ko so imeli tudi prvi koncert v Marque Clubu v Londonu.
Mick Jagger se je najprej imenoval Mike, vendar si je leta 1961 spremenil ime v Mick. Istega leta se je Micku in Keithu pridružil še Brian Jones. Decembra 1962 so se preselili v skupno stanovanje, kjer so živeli od Mickove štipendije, Brianove plače prodajalca, pomagala pa jim je še Keithova mama, ki jim je pošiljala pakete s hrano. Decembra se jim je pridružil še bodoči basist Bill Wyman. 
Uradno naj bi skupina nastala januarja 1963, ko se jim pridruži Charlie Watts. Ustanovil jo je Brian Jones (bivši kitarist skupine), skupaj z Ianom Stewartom, ko sta povabila v skupino Micka Jaggerja, kitarista Keitha Richardsa, basista Billa Wymana in bobnarja Charlie Wattsa.
Najprej so postali popularni v Veliki Britaniji in Evropi, nato pa še v ZDA, v zgodnjih 60-ih letih med 
britansko invazijo. The Rolling  Stones so izdali 22 studijskih albumov v Veliki Britaniji (24 v ZDA), 8 koncertnih albumov (8 v ZDA) in številne kompilacije. Po svetu so prodali več kot 200 milijonov albumov. Leta 1989 so bili sprejeti v Hram slavnih rokenrola, leta 2004 pa so bili v reviji Rolling Stones med stotimi najboljšimi glasbenimi umetniki uvrščeni na četrto mesto.  
Danes skupino sestavljajo Mick Jagger (vokal, orglice), Keith Richards (kitara, vokal), Ronnie Wood (kitara, vokal) in Charlie Watts (bobni, tolkala). 
Skupina ima tudi spremljevalno zasedbo v naslednji postavitvi:
- Darryl Jones
- Blondie Chaplin
- Lisa Fisher-Bernard Fowler
- Boby Keys
- Tim Ries
- Michael Davis
- Kent Smith
- Chuck Leavell

To je ena izmed najbolj pomembnih skupin in eden izmed največjih izrazov za mešanico glasbe med rock&bluesom, tisto zvrstjo glasbe, ki je pomenila evolucijo razvoja rock‘n‘rolla petdesetih let, ki je z njihove strani bil predelan v nekoliko tršo, opolzko in agresivno petje, z nenehnimi nespodobnimi sklicevanji na spolnost in včasih na trde droge.
Zaradi njihove »transgresivnosti« so bili imenovani »grdi, umazani in slabi« za razliko od bolj umirjenih Beatles-ov, čeprav je bilo to mnenje pogosto ustvarjeno prav s strani Stonesov, ki so se namenoma obnašali neetično in s tem predlagali alternativen model uporabe in porabe glasbenega tiska.
The Rolling Stones so bili in so še vedno mejnik v razvoju rock glasbe 20. stoletja. Z glasbo so predstavljali takratne družbene razmere in nezadovoljstvo celotnih generacij in s tem poosebili nemiren duh velikih predstavnikov bluesa preteklosti. Tako je nastalo tudi ime njihove skupine, saj so ga izbrali iz naslova pesmi enega izmed prej omenjenih velikanov bluesa (Muddy Waters).
Do sedaj so imeli 1743 koncertov.
Letos praznujejo 50. obletnico obstoja, zato so že lani v ta namen izdali nov album Grrr in začeli z veliko svetovno turnejo ter imeli v Londonu svojo razstavo

## Zgodovina skupine

### Začetki
Pet fantov, ki bi nekoč postali slavni »Kotaleči Kamni« ima različna porekla in izhajajo iz drugačnih socialnih okolij. Lewis Brian Hopkins Jones, se je rodil 28.02.1942 v Chaltenhamu – Gloucestershire, je galskega porekla in sin učiteljev. Michael Philip Jagger, rojen 26.07.1943 v Darfordu – Kent, oče je bil učitelj športne vzgoje, mati frizerka. Keith Richards, rojen v galski delavski družini 18.12.1943 v Darthfordu, William George Perks, rojen 24.10.1936 v Londonu, sin zidarja in služkinje. Charles Robert Watts, rojen 2.06.1941 v Londonu, oče bivši letalec RAF-a, kasneje strojnik na British Railways. To se šteje kot jedro skupine, kateremu je potrebno dodati še ime Ian Stewart, ki je bil rojen 18.07 1938 v Suttonu.
Takoj po vojni so obiskovali šolo in vsi,  razen Briana Jonesa, so živeli v Londonu in okolici.  Začelo se je leta 1950, Mick Jagger in Keith Richards sta bila soseda (prvič v življenju sta se srečala v peskovniku), vse dokler nista kasneje šla vsak na svojo šolo in vse dokler se Keith ni preselil.
Glasba je postajala vse bolj pomembna v njihovem življenju, preizkusili in igrali so različne instrumente in nekega dne, se po nekaj letih na vlaku ponovno srečata Jagger in Richards. Mick Jagger je imel pod roko kup uvoženih plošč založbe Chess Records in med pogovorom sta odkrila, da imata rada isto glasbo – Rhythm & Blues in dobila sta idejo, da sestavita skupino. Bill Wyman in Ian Stewart, največja iz skupine, sta bila sredi polovice 50. let, vpoklicana v vojsko, medtem ko so bili drugi še vedno potopljen v svoj študij. Ian je ostal v vojski le za nekaj dni.
Mick Jagger se je najprej imenoval Mike, vendar si je leta 1961 spremeni ime v Mick. Istega leta se Micku in Keithu pridruži še Brian Jones. Decembra 1962 se preselijo v skupno stanovanje, kjer so živeli od Mickove štipendije, Brianove plače prodajalca in pomagala jim je še Keithova mama, ki jim je pošiljala pakete s hrano. Decembra se jim je pridružil še bodoči basist Bill Wyman.

### Prva leta (1960 - 1962)
Leta 1956 se Mick spoprijatelji z Dick Taylorjem, ki obiskuje isto šolo in skupaj s še dvema znancema začnejo igrati skupaj, vendar nikoli niso igral v javnosti. Poleti, leta 1960, je Jagger igral s prijatelji v dvorani župnijske cerkve Dartford in pel pesem Buddy Holly.
Leta 1957 je Brian Jones prvič slišal pesem Charlie Parker-ja in je bil tako navdušena, da je prisilil starše, da mu kupijo saksofon, s katerim je postal dobesedno obseden, vse dokler, mu niso podarili akustične kitare. Leta 1959 je dobil svojega prvega nezakonskega otroka od 14 letnega dekleta Valerie iz  Cheltenhama in hkrati opustil študij. Leta 1958 je Bill Wyman prišel iz vojske (Airforce) in našel delo kot skladiščnik v neki londonski delavnici.
Anglija v 50. ni bil samo Rock‘n‘Roll, saj se je vse bolj pojavljal skiffle, vrsta jazza, ki se igra na kitaro in improviziranih akustičnih tolkalih, prepojen z bluesom, ki je vplival tudi na bodoče Stonese. Ko je Bill leta 1955 dobil razglednico iz vojske, so bili na glasbeni  lestvici Bill Halley s pesmijo Rock Around The Clock in na prvem mestu Finger of Suspiction od Dickie Valentina. To je bil tudi začetek pravljice Elvisa Presleya, uspehov Chuck Berrya in Little Richarda. Leta 1960 je Charlie Watts zapustil šolo, postal grafični oblikovalec in napisal knjigo o Charlie Parkerju, ki je bila nato objavljena leta 1965. Leta 1962 je začel igrati v triu pianista in igralca Dudleya Moora. Medtem, se je nekega dne Mick Jagger, založen s ploščami rock&blues, srečal s prijateljem Keith Richardsom, s katerim se nista videla že približno šest let. Skupaj sta šla na vlak, debatirala o glasbi in ugotovila, da imata skupnega prijatelja Dick Taylorja. Preden sta se poslovila, sta se odločila, da se sestanejo in zaigrajo skupaj.
Skupaj z ostalimi prijatelji, se vsi trije odločijo, da se poimenujejo "The Little Blue Boy And The Blue Boys", v njihovem repertoarju pa je bil samo Chuck Berry. 25. maja 1995, je bil na dražbi Christie‘s, trak s posnetkom Blue Boys-ov, prodan za 52.520 £ ( približno 64.000 €).
Brian Jones je marca, leta 1962 (takrat je imel tri nezakonske otroke), šel v Ealing Club in poslušal skupino Blues Incorporated, prijatelja Alexisa Kornerja, v kateri je igral Charlie Watts. Čez teden dni se je že pridružil njihovi skupini in se preimenoval v Elmo Lewis, takrat sta tudi prvič skupaj govorila Charlie in Brian. Nekega večera sta jih poslušala tudi Keith in Mick, ki sta po koncu predstave prvič govorila z Brianom in mu povedala, da želita ustanoviti skupino. Brian je podprl idejo in objavil oglas v »News Jazz«. Prvi se je odzval Ian Stewart.
Junija 1962 so Mick Jagger, Keith Richards in Dick Taylor začeli z vajami z Brianom Jonesom in Ian Stewartom. Medtem je v klubu Marquee v Londonu igral Alexis Korner s svojo skupino in 12. julija je vprašal Briana, če bi namesto njega, s svojo skupino zaigral v neki oddaji, ki jo je snemala BBC. Dan pred koncertom se je Brian odločil, da bodo igrali z imenom »Rollin‘Stones« (ime jim je navdihnila pesem Catfish Blues od Muddya Watersa) v naslednji zasedbi: Mick Jagger (vokal), Keith Richards in Elmo Lewis (Brian) (kitare), Dick Taylor (bas), Ian Stewart (klavir) in Mick Avory (bobni).
Decembra 1962 se Mick, Brian in Keith, preselijo v skupno stanovanje, kjer so živeli od Mickove štipendije, Brianove plače prodajalca in pomagala jim je še Keithova mama, ki jim je pošiljala pakete s hrano.

### Uradni prvenec in prvi album (1963 - 1965)
Uradni prvenec je so imeli v enem od templjev rocka, Marquee v Londonu, 12. julija 1962. Že od samega začetka so bili »umazana in slaba« alternativa The Beatles-om, z glasbo, ki črpa iz korenin rock'n'rolla in bluesa.
Stewart je bil leta 1963 odstranjen iz uradne zasedbe, saj ni bil primeren idol za najstnike, vendar je kljub temu nadaljeval pot s Stonesi kot njihov maneger in klaviaturist, vse do leta 1985, ko je umrl.
Nato sta Jagger in Richards prevzela pisanje pesmi in tako postala vodilna člana skupine namesto Jonesa. Skupina je sprva pisala pesmi, ki zajemajo predvsem ameriški blues in R&B, vendar leta 1966 so pisali večinoma Jagger/Richards stil pesmi.
The Rolling Stones so sprva kupovali besedila od naslednjih ameriških izvajalcev in se od njih tudi učili:
- Jimmy Reed
- Elmore James

-	Big Willie Dixon
-	Sonny Boy Wiliamson
-	Litle Walter
-	B.B. King
-	T. Bone Walker
-	Buddy Guy
-	Bo Didley
-	Chuck Berry
-	Muddy Waters
-	Son House
-	Howlin Woolf
-	Little Junior Parker
-	John Lee Cooper
Leta 1963 je izšla njihova prva single plošča, Comon I Want To Be Loved. Napisala sta jo Chuck Berry in Bob Dixon.
Uspeh iz prvih pesmi je bil velikanski. V januarju 1963, se je Charlie Watts uradno pridružil skupini in zamenjal bobnarja Tony Chapmana, ki je svoj čas zamenjal Micka Avorya. Prva leta aktivnosti so Rolling Stonesi tekmovali le s pesmimi iz repertoarja ameriškega rock & rolla, bluesa in rhytm‘n‘bluesa bluesa, kot v primeru Buddy Holly (Ne Fade Away), Chuck Berrya (Carol), pa tudi Lennona in McCartneya (I Wanna Be Your Man), pesmi, ki jo je duo iz  Liverpoola napisal za njih. Po objavi prvih pesmi in EP, na katerih so bili Bye Bye Johnny, Money, Poison Ivy in You Better Move On, so Stonesi dobili privilegij, da snemajo v dvoranah Chess. Od tu naprej, sta med letoma 1964 in 1965, Jagger in Richards snemala svoje pesmi in tisto zvrst glasbe oz. »sound«, ki je bil takrat neznan angleškim snemalnim studiem. 
Začelo se je leto 1964 in že je izšla njihova prva plošča imenovana The Rolling Stones. Takrat so jih začeli obsojati z nepotrebnimi komentarji po angleških časopisih kot so npr.: »Ali bi pustili vašo hčerko, da gre ven z enim od članov skupine The Rolling Stones?«  To je bil šele začetek.
Bilo je leto 1965 in skupina je izdala še eno novo ploščo The Rolling Stones No. 2. Glede popularnosti so se tistega leta približevali Beatlom. Oboževalci Stonesov  so začeli kupovati njihove  vse mogoče  stvari, kot so npr. cigaretni ogorki, voda s katero so se tuširali in preostale norosti. 20. avgusta je izšel njihov legendarni singel Satisfaction.
Po 1., 2., 3. LP plošči in po velikem številu posameznih »singlov«  je prišlo leto 1965, leto sprememb: najprej je izšel The Last Time (uporabljen več kot 30 let kasneje od The Verve za njihov Bitter Sweet Symphony), sledil je (I Can‘t Get No) Satisfaction. In prav z Satisfaction (1965) so se Rolling Stones trajno in dokončno uveljavili. 
Na začetku leta 1966 prehitijo Beatle po prodaji plošč. Februarja je izšel As Tears Go By, maja pa še album Paint It Black.

### Aftermath in naslednji albumi (1966 – 1968)
Leta 1966 je izšla njihova 1. plošča sestavljena izključno iz njihovih pesmi Aftermath, ki predstavlja oz. označuje prelomnico v kompaktni diskografski produkciji in odločen glasbeni okus petih članov.
Brian Jones se je razkril ne le kot velik kitarist blues šole, temveč tudi kot resnično vsestranski instrumentalist: igral je vse, tudi dulcimer in sitar. Vse pesmi niso bile strogo Blues, bile so tudi: srednjeveška Lady Jane, psihedelična Mother‘s Little Helper, Under My Thumb (ki je kasneje postala klasika R‘n‘B). Po Aftermath sta sledili dve leti pravnih težav in medijskih »napačnih » korakov. Between the Buttons in predvsem Their Satanic Majesties Request (oba iz 1967) sta hotela biti kopije vse večje psihedelične mode in Sgt. Pepper‘s. Mejniki so bili kljub temu prisotni: Ruby Tuesday, Let‘s Spend the Night Together (z Between the Buttons), She‘s Rainbow (z Their Satanic Majesties Request): toda »flower power« ni bil prisoten v nizih Stonesov.
V letu 1967 so jih, po mnogih nastopih v televizijskih oddajah, zaznamovali za upornike in za nezaželene TV goste, ker so v neki oddaji zavrnili povabilo gledalcev in niso hoteli še enkrat na oder. S tem so si pridobili še več popularnosti.
Januarja so izdali singel Let's Spend The Night Together. Brian Jones je takrat moral v zapor za 9 mesecev zaradi posedovanja marihuane.
In tako je 24. maja 1968 izšel singel, ki je postavil stvari na svoje mesto: Jumping Jack Flash / Child of the Moon, spet R'n'B »sulphureous«, v katerem prevladuje znani riff, katerega avtorstvo ima, kot po navadi, Keith Richards . Sledi niz plošč, ki zagotovijo Jaggerju in kolegom naziv »The Greatest Rock‘n‘Roll Band in the World«,  največjih rock and roll bend na svetu.
Beggars Banquet (z slavno pesmijo Sympathy for the Devil), Let in Bleed, Get Yer Ya-Ya‘s Out!, Sticky Fingers in Exile on Main St.: vsi so citirani v vseh lestvicah najboljših rock plošč vseh časov. Toda svetovna slava in uspeh zahtevajo svojo ceno. In ta je »težka«.

### Tragedija
Leta 1969 je bil Brian Jones zaradi nesoglasij izločen iz skupine in je kasneje, 3. julija 1969, med zabavo, v nepojasnjenih okoliščinah utonil v svojem bazenu. Kot  vzrok smrti je bila kasneje navedena utopitev, povzročena  zaradi prevelikega odmerka droge in alkohola.
Le dva dni po smrti so imeli Rolling Stones prost (zastonj) koncert, ki je bil že prej predviden, v Hyde Parku v Londonu, pred približno 350.000 oboževalci. Koncert, ki je bil predviden kot predstavitev novega kitarista Micka Taylorja, je bil dogodek brez primere in je neizogibno povzročil klimo, ki je bila prisotna po smrti Jonesa. Veliko kritik je bilo namenjenih Stonesom in obtoženi so bili neobčutljivosti do svojega starega prijatelja. Kot odgovor na to, so koncert posvetili Jonesu in Mick Jagger ga je začel z branjem ene od poezij Perca Shelleya njemu v spomin.

### Spremembe (1969 - 1975)
Mick Taylor je postal uradni član Rolling Stonesov 13. junija 1969, kot »začasno« nadomestilo za Briana Jonesa, ki je bil oslabljen zaradi alkohola, drog in zdravil. V resnici pa položaj, ki ga je imel Brian Jones, ni nikoli povsem postal od Taylorja, kot tudi na za Rona Wooda; skozi leta je bila Brianova vloga v okviru skupine pomembnejša s »slikovnega« vidika kot z vidika glasbe, čeprav je bil izvrsten glasbenik in aranžer. Njegov je bil vpliv Bluesa v skupini. Prihod Taylerja je prinesel val svežine v skupino in je bistveno prispeval k temu, kar so mnogi dejali, da so postali najboljša formacija Rolling Stonesov. Z njegovim prihodom, pa je skupina izgubila tisto tipično Brianovo eksperimentalno komponento, toda Taylerjeva izjemna nadarjenost na svojem instrumentu in njegova natančnost dotika, so skupini podarili zgodovinski pomen. Njegova velika sramežljivost in plahost pa mu nikoli ne dovolita oz. omogočita, da pride v popolno harmonijo s skupino, do točke, ko Billu predlaga da zapusti Glimmer Twins in da začne na svoje, skupaj z Charliem. Zavrnitev basista ga pahne v hudo depresijo, ki vse bolj vpliva nanj. Ne vzdrži ritma turnej in »neregularnega« načina življenja skupine. Leta 1974 je prevzel usodno odločitev da zapusti Rolling Stonese in s tem skupini povzročil precejšnje težave, saj so ostali še brez drugega kitarista in bili so prisiljeni odlašati z ameriško turnejo. Za njegovo zamenjavo je bil imenovan izvrsten kitarist Ry Cooder, ki jih je spremljal na turneji tistega leta, vendar pa tudi njemu ni bilo všeč sobivanje z neobvladljivo Angleško formacijo, zato je ob koncu turneje sklenil, da zapusti skupino in se vrne k svojemu eksperimentiranju in prefinjenemu zvoku.
Leta 1975 je k zamenjavi Micka Taylorja in Ry Cooderja, priskočil na pomoč  Ron Wood, ki je bil že ob Rod Stewartu v Jeff Beck Group in v Faces. Za njegovo mesto sta se potegovala še Jeff Beck in Peter Frampton, vendar neuspešno. Manj nadarjen kot njegova predhodnika, vendar je bil Ronnie že dolgoletni prijatelj in bolj v skladu s skupino. Poleg tega je bil sposoben nadomestiti Keitha in njegov riff in s tem v skupini ponovno ustvaril »staro obliko zapletov«, ki je uspešna samo z Brianom.
Vmes, med letoma 1971 in 1975 se zvrsti še nekaj pomembnih dogodkov:
Prelomnica je bilo prav leto 1971, ko izide njihov album Sticky Finger in ko so zaradi visokih davkov zbežali iz Anglije v Francijo, kjer so leta 1972 posneli in izdali nov album Exile On Main Street.
Aprila 1972, je Keith dobil hčerko. Maja zasede pesem Brown Sugar prvo mesto na Ameriški lestvici. Julija jim na turneji v Kanadi nastavijo dinamit na tovornjak,  policija pa je v Parizu Keithu težila zaradi heroina. Na začetku leta nastane še ena njihova  uspešnica, pesem Angie. Inspiracija za to pesem  je bila Keithova hčerka Angela.
Leta 1974 je bil Keith Richards obsojen posedovanja heroina, ki so ga našli v njegovem avtu po prometni nesreči.
Keith začne sodelovati z Ronniem Woodom. Nastane nov singel It's Only Rock'n'Roll pri katerem sta pomagala Ronnie in David Bowie. Decemba začne Mick govoriti, da bo zapustil skupino, vendar se to ni zgodilo.

### Osemdeseta in kriza (1976 - 1988)
Preostali del sedemdesetih let je minil med koncerti, albumi (Black and Blue, Love You Live in Some Girls) in običajnimi ekscesi. Med temi, je samo album Some Girls, ki je izšel leta 1978,  prišel na vrh svetovnih glasbenih lestvic in bil občudovan s strani kritikov, ki so začeli govoriti o »vstajenju« skupine. Album Some Girls, ki je imel za takratne čase problematičen ovitek. Nastale so tožbe in zaradi tega so morali že po nekaj mesecih zamenjati ovitek.
Osemdeseta leta so začeli s ploščo Emotional Rescue, ki pa ni mogla ponoviti uspeha prejšnjega uspeha. Takrat je Charlie zaradi zamude letala zamudil na novinarsko konferenco in zato so mediji začeli pisati, da sovraži rock'n'roll.
Naslednje leto je izšel Tattoo You z znamenito pesmijo Start Me Up in Waithin On A Friend. Najavili so novo turnejo, s katere je leta 1982 izšel album Still Life (American Concert 1981). Naslednje leto je bil objavljen eksperimentalni album Undercover, ki pa je bil preveč usmerjen v vzpenjanje na lestvicah in je padel pod skušnjavo novih zvokov 80-ih let.
Odnos med Keithom in Mickom se je iz dneva v dan bolj krhal. Keith se je želel vrniti k staremu dobremu Rock'n'Rollu, Mick pa se je želel bolj usmeriti v Pop. Tako je skupina prečkala obdobje najgloblje krize in leta 1986 izdala Dirty Work. »Umazano delo«, ki poudarja razdaljo med Glimmer Twins. Tudi v tem primeru album ni bil podprt z nobeno turnejo, kar je že povzročilo govorice o naslednjem razpadu skupine.
Leta 1986 je umrl njihov meneger Ian Stewart. Vzrok smrti je bila srčna kap. Kljub veliki žalosti so tistega leta izdali album Dirty Work.
Minilo je nekaj let, ki jih je Mick posvetil individualnim projektom: She's the Boss leta 1985 in Primitive Cool leta 1987. Zaskrbljujoč je bil Keithov odgovor, ki se je istega leta 1987, zavezal z  »dušo in telesom«, da naredi Hail Hail Rock 'n' Roll!, dokumentarni film o svojem idolu Chuck Berryu. Kot da to ni bilo dovolj, je naslednje leto objavil svoj prvi solo album Talks Is Cheap in s tem so bili strahovi o koncu skupine več kot upravičeni, še posebej, ko se je Keith lotil turneje s svojimi Expensive Winos.

### Ponovno zbližanje (1989 – 1999)
Leta 1989, se morda zaradi slabega uspeha solističnih projektov skupine Glimmer Twins, Rolling Stones vrnejo na sceno z novim albumom. Tistega leta,  sta Mick in Keith odšla na Barbados (otok nad J Ameriko) v studio Eddya Granta. Čeprav sta bila Mike in Kate prepričana, da se ne prenašata ravno najbolje, sta kljub temu napisala zelo dober material za naslednji album Steel Wheels. Plošča je bila velika uspešnica in še posebej nekatere pesmi kot so bile npr.  Mixed Emotions, Rock And a Hard Place in Almost Hear You Sigh.
Leta 1994 kljub svojim solo projektom skupina odlično funkcionira. Izdajo album Vodoo Language in v njem je vodilna skladba Love is Strong. Skupaj z Bobom Dylanom odigrajo pesem Like A Rolling Stone. Sredina devetdesetih so bila leta razprodanih koncertnih turnej po Južni Ameriki, Japonski in Avstraliji
Po nepogrešljivi svetovna turneji je sledil koncertni album. Do leta 1997 skupina objavlja albume na približno 3 leta, nadaljujejo z ekshibicijami v živo in tudi plošče snemajo v živo. Leta 1997 izide Bridget to Babylon, album neizdanih pesmi, kateremu leta 2002 sledi antologija Forty Licks, s katero označijo oz. praznujejo 40. obletnico skupine. (Na začetku leta 1998 so nastopali tudi v Zagrebu in po tem so imeli nekaj časa premor.)
Med njihovo potjo se je izgubil Bill Wyman, ki se je, od leta 1993 zdolgočasen s pantomimo, umaknil iz skupine in ustanovil svoj nov band, The Rhythm King, ki je proizvajal živahno glasbo, osredotočeno na zabave. Basista je nadomestil Darryl Jones, ki pa je bil sprejet pogodbeno in ne kot uradni član skupine.

### Nedavni časi (2000 – 2012)
Na Jaggerjev rojstni dan, 26. julija 2005, so uradno razkrili ime njihovega prvega albuma po skoraj osmih letih premora. Avgusta 2005 se odpravijo na novo svetovno turnejo in 2. septembra 2005 ugleda luč nov album neizdanih pesmi A Bigger Bang in to skoraj osem let po Bridget to Babylon. V tem albumu je bila pesem Swet Neo Con, s katero so razburili mnoge oboževalce, ki so dosegli, da je Keithu prekipelo in je pesem odstranil iz albuma. Album predstavlja vrnitev k prvotnim izvorom, je poln energije in brez »posladkov« kot prejšnji. Na lestvici je bila prisotna tudi pesem, posvečena Gorge W. Bushu (sweet Neocon). Izdaji je sledil koncertu v Rio de Janeiru, kjer je bilo prisotnih več kot 2.000.000 ljudi.
23. marca 2007 je Mick Jagger preko spleta osebno napovedal nadaljevanje turneje A Bigger Bang Tour iz leta 2006, ki se nanaša na mesta, kjer so bili koncerti odpovedani zaradi nesreče Keith Richardsa, ki je med dopustovanjem na otokih Figi, padel s palme in s tem dobil pretres možganov. Turneja se je začela 5. junija v Werchterju, blizu Bruxellesa in se zaključila 2. avgusta v londonski O2 Areni. 
Leta 2008 je izšel Shine a Light, dokumentarni film enega največjih režiserjev, velikega ljubitelja in oboževalca britanske skupine Martina Scorseseja. Prikazuje slavno in zmagovalno »epsko« glasbo Rolling Stonesov, s poudarkom na glavnih fazah: Brown Sugar, Satisfaction, Jumpin' Jack Flash, Sympathy for the Devil, As Tears Go By in mnogo drugih.
Po raznih govoricah o njihovi turneji ob 50. obletnici njihovega prvega koncerta, so Rolling Stones objavili izid nove antološke zbirke naslovljene GRRR!, na kateri je 48 zgodovinskih posnetkov in dve novi pesmi: One More Shot in Doom and Gloom, ki sta bili posneti poleti v Parizu.

## Zvrst glasbe
Skupina igra večinoma pop/rock pesmi, vendar so pomešane tudi druge zvrsti, kot so:
- Album Rock
- British invasion
- Contemporary Pop/Rock
- Hard Rock
- Regional Blues
- Rock & Roll
- British Psychedelia
- Psychedelic/Garage
- Blues-Rock
- British Blues
- Dance-Rock
- Early Pop/Rock
- AM Pop

== 

Turneje skupine The Rolling Stones: ==
•	September–November 1963 – British Tour 1963
•	Januar 1964 – 1st British Tour 1964
•	Februar–Marec 1964 – 2nd British Tour 1964
•	Junij 1964 – 1st American Tour 1964
•	Avgust 1964 – 3rd British Tour 1964
•	September–Oktober 1964 – 4th British Tour 1964
•	Oktober–November 1964 – 2nd American Tour 1964
•	Januar 1965 – Irish Tour 1965
•	Februar 1965 – Far East Tour 1965
•	Marec 1965 – 1st British Tour 1965
•	Marec–April 1965 – 1st European Tour 1965
•	April 1965 – 2nd European Tour 1965
•	April–May 1965 – 1st American Tour 1965
•	Junij 1965 – 3rd European Tour 1965
•	September 1965 – 2nd Irish Tour 1965
•	September 1965 – 4th European Tour 1965
•	September–Oktober 1965 – 2nd British Tour 1965
•	Oktober–December 1965 – 2nd American Tour 1965
•	Februar–Marec 1966 – Australasian Tour 1966
•	Marec–April 1966 – European Tour 1966
•	Junij–Julij 1966 – American Tour 1966
•	September–Oktober 1966 – British Tour 1966
•	Marec–April 1967- European Tour 1967
•	November–December 1969 – American Tour 1969
•	Avgust–Oktober 1970 – European Tour 1970
•	Marec 1971 – UK Tour 1971
•	Junij–Julij 1972 – American Tour 1972
•	Januar–Februar 1973 – Pacific Tour 1973
•	September–Oktober 1973 – European Tour 1973
•	Junij–Avgust 1975 – Tour of the Americas '75
•	April–Junij 1976 – Tour of Europe '76
•	Junij–Julij 1978 – US Tour 1978
•	September–December 1981 – American Tour 1981
•	Maj–Julij 1982 – European Tour 1982
•	Avgust 1989-Avgust 1990 – Steel Wheels/Urban Jungle Tour
•	Avgust 1994-Avgust 1995 – Voodoo Lounge Tour
•	September 1997-September 1998 & Junij 1999 – Bridges to Babylon Tour
•	Januar–April 1999 – No Security Tour
•	September 2002-November 2003 – Licks Tour
•	Avgust 2005-Avgust 2007 – A Bigger Bang Tour
•	December 2012: 50 and Counting Tour

## Albumi
The Rolling Stones so izdali:
•	Studijski albumi: 31
•	Albumi posneti »v živo«: 18
•	Kompilacijski albumi: 32
•	EP: 3
•	»Singles«: 107
•	Video albumi: 16
•	Glasbeni video: 57
•	»Box« seti: 5
Studijski albumi:
•	The Rolling Stones (UK), 16. april 1964
•	England's Newest Hit Makers (US), 30. maj 1964
•	12 X 5, 17. oktober 1964
•	The Rolling Stones No. 2, 15. januar 1965
•	The Rolling Stones, Now! , 13. februar 1965
•	Out of Our Heads (US) , 30. julij 1965
•	Out of Our Heads (UK),  24. september 1965
•	December's Children (And Everybody's), 4. december 1965			
•	Aftermath (UK), 15. april 1966
•	Aftermath (US), 20. junij 1966
•	Between the Buttons (UK), 20. januar 1967
•	Between the Buttons (US), 11. februar 1967
•	Their Satanic Majesties Request, 8. december 1967
•	Beggars Banquet, 6. december 1968
•	Let It Bleed, 5. december 1969
•	Sticky Fingers, 23. april 1971
•	Exile on Main St., 12. maj 1972
•	Goats Head Soup, 31. avgust 1973
•	It's Only Rock 'n Roll, 18. oktober 1974
•	Black and Blue, 23. april 1976
•	Some Girls, 9. junij 1978
•	Emotional Rescue, 20. junij 1980
•	Tattoo You, 24. avgust 1981
•	Undercover, 7. november 1983
•	Dirty Work, 24. marec 1986
•	Steel Wheels, 29. avgust 1989
•	Voodoo Lounge, 11. julij 1994
•	Bridges to Babylon, 29. september 1997
•	A Bigger Bang, 5. september 2005
•	Blue & Lonesome, 2016
•	Hackney Diamonds, 2023
Albumi posneti »v živo« - Live Albumi:
- Got Live If You Want It! (US only), 10. december 1966

•	Get Yer Ya-Ya's Out! The Rolling Stones in Concert, 4. september 1970
•	Love You Live, 23. september 1977
•	"Still Life" (American Concert 1981), 1. junij 1982
•	Flashpoint, 2. april 1991
•	Stripped, 13. november 1995
•	The Rolling Stones Rock and Roll Circus, 14. oktober 1996
•	No Security, 2. november 1998
•	Live Licks, 1. november 2004
•	Shine a Light, 1. april 2008
•	Brussels Affair (Live 1973), 18 oktober 2011
•	Some Girls: Live in Texas 1978, 15. november 2011
•	Hampton Coliseum (Live 1981), 30. januar 2012
•	L.A. Friday (Live 1975), 2. april 2012	
•	Live at the Checkerboard Lounge, Chicago 1981, 2 julij 2012
•	Live at the Tokyo Dome (Live 1990), 11. julij 2012 
•	Light the Fuse (Live 2005), 16. oktober 2012
•	Live at Leeds (1982), 13. november 2012

## Kompilacije
•	Big Hits (High Tide and Green Grass) (US), 28. marec 1966
•	Big Hits (High Tide and Green Grass) (UK), 4. november 1966
•	Flowers, 26. junij 1967
•	Through the Past, Darkly (Big Hits Vol. 2) (UK), 12. september 1969
•	Through the Past, Darkly (Big Hits Vol. 2) (US), 12. september 1969
•	Stone Age, 6. marec 1971
•	Gimme Shelter, 10. september 1971
•	Hot Rocks 1964–1971, 20. december 1971
•	Milestones, 18. februar 1972
•	Rock'n'Rolling Stones, 13. oktober 197
•	More Hot Rocks (Big Hits & Fazed Cookies), 11. december 1972
•	No Stone Unturned, 5. oktober 1973
•	Metamorphosis, 6. junij 1975
•	Made in the Shade, 6. junij 1975
•	Rolled Gold: The Very Best of the Rolling Stones, 6. november 1975
•	Get Stoned: 30 Greatest Hits. 30 Original tracks, 21. oktober 1977
•	Time Waits for No One, 29. maj 1979
•	Solid Rock, 28. oktober 1980
•	Slow Rollers,1. januar 1981
•	Sucking in the Seventies, 9. marec 1981
•	In Concert (got LIVE if you want it! + Get Yer Ya-Yas Out!), 21. julij 1982
•	Story of The Stones, 1. december 1982
•	Rewind (1971–1984), 19. junij 1984
•	Les Années Stones 1 (Hot Rocks 1964–1971), 1986
•	Singles Collection: The London Years, 15. avgust 1989
•	Hot Rocks 1964–1971, 25. junij 1990
•	Jump Back: The Best of The Rolling Stones (UK) , 22. november 1993
•	Forty Licks , 30. september 2002
•	Jump Back: The Best of The Rolling Stones (US), 24. avgust 2004
•	Rarities 1971–2003, 22. november 2005
•	Exile on Main St. (Rarities Edition), 18. maj 2010
•	GRRR!, 12. november 2012